# Bildagentur für Kunst, Kultur und Geschichte

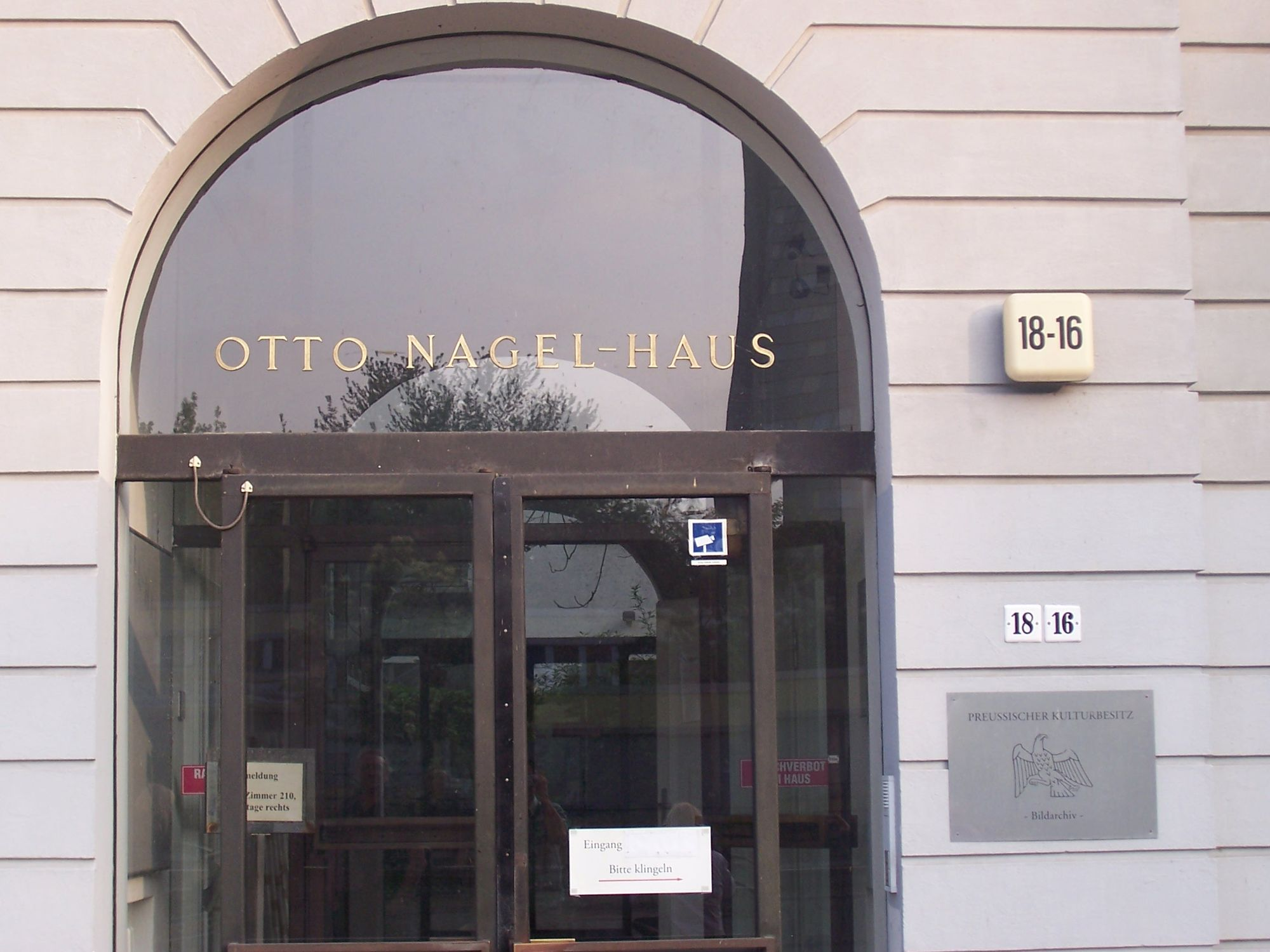
Otto-Nagel-Haus, Sitz des Bildarchivs

Die  Bildagentur für Kunst, Kultur und Geschichte (bpk) ist eine Einrichtung der Stiftung Preußischer Kulturbesitz und wurde 1966 als Bildarchiv Preußischer Kulturbesitz gegründet. Die Bildagentur ist in einem nach Otto Nagel benannten Haus am Märkischen Ufer im Berliner Ortsteil Mitte untergebracht und besitzt nach eigenen Angaben zwölf Millionen Fotos, Karikaturen und Zeichnungen aus den Bereichen Kunst, Kultur und Geschichte.
Organisatorisch ist die Bildagentur eine Abteilung der Staatsbibliothek zu Berlin.
Seit Januar 2019 ist Karen Tieth Leiterin der bpk.

## Fotografensammlungen
Die genannten Fotografen (alphabetisch geordnet) hatten folgende Arbeitsschwerpunkte:
- Arthur Grimm: Zweiter Weltkrieg
- Bernd Heyden: Alltag Prenzlauer Berg, 1970er bis 1980er Jahre
- Hanns Hubmann: Zeitgeschehen, 1930er bis 1980er Jahre
- Gerhard Kiesling: Zeitgeschichte und Kultur der DDR
- Bernd Lohse: Reisen, 1930er bis 1950er Jahre
- Willi Moegle: Design und Werbung, 1920er bis 1990er Jahre
- Hildegard Ochse: Alltag und Zeitgeschehen Berlins, 1980er bis 1990er Jahre
- Hilmar Pabel: Zeitgeschichte, 1930er bis 1970er Jahre
- Erich Salomon: Zeitgeschichte, 1920/1930er Jahre
- Friedrich Seidenstücker: Alltag und Zeitgeschehen Berlins, 1920 bis 1950er Jahre
- Abisag Tüllmann: Alltag, Kultur und Politik der BRD, 1950er bis 1980er Jahre
- Charles Paul Wilp: Werbung, 1950er bis 1970er Jahre
- Benno Wundshammer: Zeitgeschehen, 1930er bis 1970er Jahre